# Omowunmi Sadik
Omowunmi «Wunmi» A. Sadik (nacida el 19 de junio de 1964) es una profesora, química e inventora nigeriana que trabaja en la Universidad de Binghamton. Ha desarrollado biosensores de microelectrodos para la detección de drogas y explosivos y está trabajando en el desarrollo de tecnologías para el reciclaje de iones metálicos a partir de desechos, para su uso en aplicaciones ambientales e industriales. En 2012, Sadik cofundó la Organización de Nanotecnología Sostenible sin fines de lucro. 

## Biografía
Sadik nació en 1964 en Lagos, Nigeria. Su familia incluía a varios científicos, que apoyaban sus intereses en física, química y biología. Recibió su licenciatura en química en la Universidad de Lagos en 1985, y recibió su maestría en química en 1987. Sadik luego asistió a la Universidad de Wollongong en Australia. En 1994, recibió su Ph.D. Licenciado en química por Wollongong.

## Carrera
Una beca postdoctoral del Consejo Nacional de Investigación la apoyó como investigadora en la Agencia de Protección Ambiental de los EE. UU. Desde 1994 hasta 1996. Luego aceptó un puesto como profesora asistente de química en la Universidad de Binghamton en Binghamton, Nueva York. Fue promovida a profesora asociada en 2002 y profesora titular en 2005. En ese momento, también se convirtió en directora del Centro de Sensores Avanzados y Sistemas Ambientales («CASE» por sus siglas en inglés) en Binghamton. Ella ha estado visitando facultades en los Laboratorios de Investigación Naval, en la Universidad de Cornell y en la Universidad de Harvard.
Sadik estudia la química de superficies, con especial énfasis en el desarrollo de biosensores para uso en química ambiental. Ella ha descubierto que los polímeros conductores son especialmente prometedores para su uso en aplicaciones de detección. Ha desarrollado biosensores de microelectrodos sensibles a trazas de materiales orgánicos, tecnología que puede usarse para la detección de drogas y bombas. También está estudiando los mecanismos de desintoxicación de desechos como los compuestos organoclorados en el medio ambiente, con el propósito de desarrollar tecnologías para el reciclaje de iones metálicos de desechos industriales y ambientales. En un proyecto, las enzimas microbianas aumentaron la conversión de cromo altamente tóxico (VI) a un cromo no tóxico (III) del 40% al 98%. A Sadik se le acreditan más de 135 trabajos de investigación revisados por pares y solicitudes de patentes. Posee patentes estadounidenses sobre tipos particulares de biosensores. En 2011, fue presidenta de la Conferencia inaugural de Gordon sobre nanotecnología ambiental. En 2012, Sadik y Barbara Karn cofundaron la Organización de Nanotecnología Sostenible, una sociedad profesional internacional sin fines de lucro para el uso responsable de la nanotecnología en todo el mundo.
Sadik es un miembro electo de la Royal Society of Chemistry (desde 2010) y del Instituto Americano de Ingeniería Médica y Biológica (desde 2012). También es miembro de la American Chemical Society. Ella está involucrada con la Agencia de Protección Ambiental y la Fundación Nacional de Ciencia y formó parte del panel de estudio de los Institutos Nacionales de la Salud sobre Instrumentación y Desarrollo de Sistemas. Participa en colaboraciones internacionales con el Centro Internacional de Biodinámica de la UNESCO en Bucarest, Rumania, la Universidad del Egeo en Turquía y la Universidad de Fukui en Japón.

## Premios
- 2000, obtuvo una beca «COBASE» del Consejo Nacional de Investigación (NRC)[11]
- 2001, ganó el «Premio del Canciller» por Investigación en Ciencia y Medicina[7]
- 2002, ganó el «Premio del Canciller» para Invetores Premier.[7]
- 2003–2004, obtuvo una distinguida beca «Radcliffe» de la Universidad de Harvard[12]
- 2005–2006, obtuvo una beca de la «NSF Discovery»[13]
- 2016, ganó el «Premio Nacional de la Orden del Mérito de Nigeria (NNOM)»[14][15]
- 2017, ganó el «Premio Jefferson Science Fellow»[16]
- Premio al mérito australiano[1]